# Germanicus
Germanicus Julius Caesar Claudianus, född 24 maj 15 f.Kr. i Rom, död 10 oktober 19 e.Kr. i Antiokia, var en romersk fältherre. Han var son till Nero Claudius Drusus och Antonia den yngre, samt systerdotterson till kejsar Augustus, och äldre bror till Claudius.

## Biografi
På sin farmors brors, kejsarens, önskan adopterades han av sin farbror Tiberius år 4 e.Kr., och blev därmed utpekad som tronföljare. Vid Augustus död 14 e.Kr. var Germanicus armébefälhavare i Germanien, där han lyckades bemästra truppernas vid tronskiftet framkallade myteri. Efter att under de närmaste två åren ha vunnit lysande men dyrköpta segrar över germanerna, hemkallades han år 17 e.Kr. av Tiberius och firade en glänsande triumf. Kort därpå skickades han till Orienten för att återställa ordningen i Armenien, och kom då i konflikt med Syriens ståthållare Gnaeus Calpurnius Piso. Ståthållaren, som ansågs som Tiberius handgångne man, anklagades av en folkopinion för att ha förgiftat Germanicus då denne avled endast 34 år gammal i Antiokia. I sitt äktenskap med Agrippina den äldre fick han nio barn, bland vilka märks Agrippina den yngre och Caligula. Germanicus var litterärt begåvad och har bland annat översatt och bearbetat greken Aratos från Solois astronomiska lärodikt Fainomena.

## Eftermäle
Asteroiden 10208 Germanicus är uppkallad efter honom.